# واشینگتن غربی
واشینگتن غربی به منطقه غرب ایالت واشینگتن گفته می‌شود که پس از رشته کوه‌های کسکیدز می‌باشد.